# بيتر أفين
بيتر أوليجوفيتش آفين (بالروسية: Пëтр Олегович Авен)‏ ، (من مواليد 16 مارس 1955) ؛ رجل أعمال واقتصادي وسياسي روسي. يرأس ألفا بنك ، أكبر بنك تجاري في روسيا. وهو عضو في مجلس إدارة مجموعة ليتر ون . تأسست مجموعة ليتر ون (L1) في عام 2013 للاستثمار في المشاريع الدولية في مجال الطاقة والاتصالات والتكنولوجيا.
أفين هو واحد من العديد من الأوليغارشية الروسية الواردة أسماؤهم في قانون مكافحة خصوم أمريكا من خلال العقوبات ، (CAATSA) ، الذي وقعه الرئيس ترامب ليصبح قانونًا في عام 2017.
كتب بيتر أفين أيضًا بعض الأوراق والمقالات العلمية حول القضايا الاقتصادية والتجارية ، ونقلت عنه الصحافة المالية والتجارية في الأمور المتعلقة بالاقتصاد الروسي والسياسة التجارية. في عام 2015 نشر بيتر أفين وألفريد كوخ ثورة غيدار: الحساب الداخلي للتحول الاقتصادي لروسيا ، بالاعتماد على تجربتهما مع الحكومة الروسية والوزير الأول السابق للاقتصاد ، إيجور غيدار .  في مراجعته للكتاب ، وصفه جون لويد من صحيفة الفاينانشيال تايمز بأنه «دراسة مضيئة للإصلاحيين الذين سعوا إلى إحياء اقتصاد روسيا ما بعد الاتحاد السوفيتي.» 
في عام 2015 حصل على المرتبة 301 من بين أغنى الناس في العالم ، حيث بلغت قيمتها حوالي 5.1 مليار دولار. 